# Little Things
Little Things is een nummer van de Brits-Ierse boyband One Direction van hun tweede album, Take Me Home. Het werd uitgebracht door Syco Music op 12 november 2012 als de derde single van dit album.

## Hitnoteringen

### VlaamseUltratop 50
| Positie: | 48 | 42 | 30 | 33 | 46 | 48 | 43 | uit |

### VlaamseRadio 2 Top 30
| Positie: | 21 | 18 | 18 | 13 | 10 | 7 | 5 | 5 | 4 | 6 | 10 | 17 | 22 | 26 | 30 | uit |